# Felipe Massa
Felipe Massa (født 25. april 1981 i São Paulo, Brasilien) er en brasiliansk racerkører, der i øjeblikket kører Formel E for Rokit Venturi-teamet, hvor han har opnået 1 podie af 19 ræs, men han er mest kendt for sin karriere i Formel 1 . Massa fik sin Formel 1 debut i 2002-sæsonen, og står pr. april 2020 noteret for 11 Grand Prix-sejre, 41 podieplaceringer, 16 pole positions og 15 Hurtigste omgange.
Han startede sin Formel 1 karriere hos Sauber i 2002, men kom først tilbage til Sauber i 2004-2005 Og i 2006 startede han sin tørst efter hans første verdensmesterskab (som han aldrig fik) hos Scuderia Ferrari og ville i 2016 stoppe sin Formel 1 karriere, men der kom et sæde fri hos Williams F1 hvor han sluttede sin Formel 1 Karriere i slutningen af 2017 Season.